# Norilsk
Norilsk (russisch Нори́льск) ist eine an den Nordwestausläufern des Mittelsibirischen Berglandes gelegene Großstadt im Norden der Region Krasnojarsk in Russland. Sie hat 175.365 Einwohner (Stand 14. Oktober 2010), 174.453 Einwohner (Stand 2021) gilt damit als nördlichste Großstadt der Erde, und ist neben Murmansk die einzige Großstadt in der kontinuierlichen Permafrostzone.
Norilsk entstand im Rahmen der Industrialisierung der Sowjetunion ab 1935 als von Gulag-Häftlingen erbaute Bergbausiedlung, um die reichen Bodenschätze Nordsibiriens, vor allem Nickel und Kupfer, zu fördern und zu verarbeiten. Trotz ihrer abgeschiedenen Lage wuchs die Stadt mit den Jahren zu einem der bedeutendsten Wirtschaftsstandorte Russlands heran. Das stadtbildende Unternehmen Nornickel zählt zu den 10 größten Unternehmen des Landes und exportiert die Edelmetalle über den Hafen von Dudinka am nahegelegenen Fluss Jenissei in die ganze Welt.
Aufgrund der Nickel-Produktion weisen die Stadt und ihre Umgebung eine hohe Umweltverschmutzung auf. Nach einigen Schätzungen stammt über ein Prozent der globalen Schwefeldioxid-Emissionen aus den Nickel-Hütten von Nornickel.

## Geographie

### Geographische Lage
Norilsk liegt rund 300 km nördlich des nördlichen Polarkreises an den Nordausläufern des Lontokoiski-Kamen-Gebirges (max. 760 m), des äußeren Nordwestausläufers des Mittelsibirischen Berglands; etwas östlich, jenseits der einiges nordöstlich der Stadt fließenden Norilka, erhebt sich das Putorana-Gebirge (max. 1701 m) als weitaus größerer Nordwestteil dieses Berglands. Unweit westlich liegt der Stadtteil Kajerkan und nordöstlich am Putoranagebirge der Stadtteil Talnach. In Richtung Nordnordwesten, wo sich etwas entfernt der Pjassinosee erstreckt, fällt die Landschaft allmählich in das Nordsibirische Tiefland und nach Westen gemächlich in das große Westsibirische Tiefland ab; beide Tiefländer gehen nordwestlich der Stadt nahtlos ineinander über. 90 Straßen-km westlich von Norilsk liegt am Jenissei die eisfreie Hafenstadt Dudinka; von dort besteht 300 km flussabwärts via zusätzlichem 200 km Ästuar Verbindung mit dem Randmeer Karasee zum Nordpolarmeer und der dort verlaufenden Nordostpassage.
Zwischen dem Zentrum der Stadt Norilsk und dessen nordnordöstlichem Stadtteil Talnach fließt die Norilka nordwestwärts in den Pjassinosee, der über die Pjassina zur Karasee entwässert.

### Klima
|                        | Jan   | Feb   | Mär   | Apr   | Mai   | Jun  | Jul  | Aug  | Sep   | Okt   | Nov   | Dez   |   |       |
| Mittl. Temperatur (°C) | −26,9 | −27,2 | −21,9 | −13,9 | −4,8  | 7,0  | 14,3 | 11,4 | 4,0   | −9,5  | −20,2 | −25,1 | ⌀ | −9,3  |
| Mittl. Tagesmax. (°C)  | −23,6 | −23,9 | −18,4 | −10,0 | −1,7  | 10,4 | 18,2 | 15,0 | 6,9   | −6,7  | −16,9 | −21,6 | ⌀ | −5,9  |
| Rekordmaximum (°C)     | −3,0  | −2,0  | 7,4   | 10,5  | 22,8  | 30,4 | 32,0 | 28,7 | 21,6  | 16,1  | 3,1   | −1,0  | ᐃ | 32,0  |
| Mittl. Tagesmin. (°C)  | −30,7 | −31,0 | −26,4 | −18,5 | −8,4  | 3,2  | 10,0 | 7,6  | 1,2   | −12,5 | −23,9 | −28,9 | ⌀ | −13,1 |
| Rekordminimum (°C)     | −53,1 | −52,0 | −46,1 | −38,7 | −26,8 | −9,8 | 0,4  | −1,0 | −14,0 | −36,0 | −43,1 | −51,0 | ᐁ | −53,1 |
|                        |       |       |       |       |       |      |      |      |       |       |       |       |   |       |
| Niederschlag (mm)      | 17,6  | 16,1  | 28,4  | 21,1  | 24,0  | 34,4 | 32,4 | 52,2 | 26,0  | 35,9  | 30,8  | 22,1  | Σ | 341   |

| −30,7 |

| −31,0 |

| −26,4 |

| −18,5 |

| −8,4 |

| 3,2 |

| 10,0 |

| 7,6 |

| 1,2 |

| −12,5 |

| −23,9 |

| −28,9 |

| −30,7 |

| −31,0 |

| −26,4 |

| −18,5 |

| −8,4 |

| 3,2 |

| 10,0 |

| 7,6 |

| 1,2 |

| −12,5 |

| −23,9 |

| −28,9 |

| N i e d e r s c h l a g | 17,6 | 16,1 | 28,4 | 21,1 | 24,0 | 34,4 | 32,4 | 52,2 | 26,0 | 35,9 | 30,8 | 22,1 |
|                         | Jan  | Feb  | Mär  | Apr  | Mai  | Jun  | Jul  | Aug  | Sep  | Okt  | Nov  | Dez  |

### Stadtteile

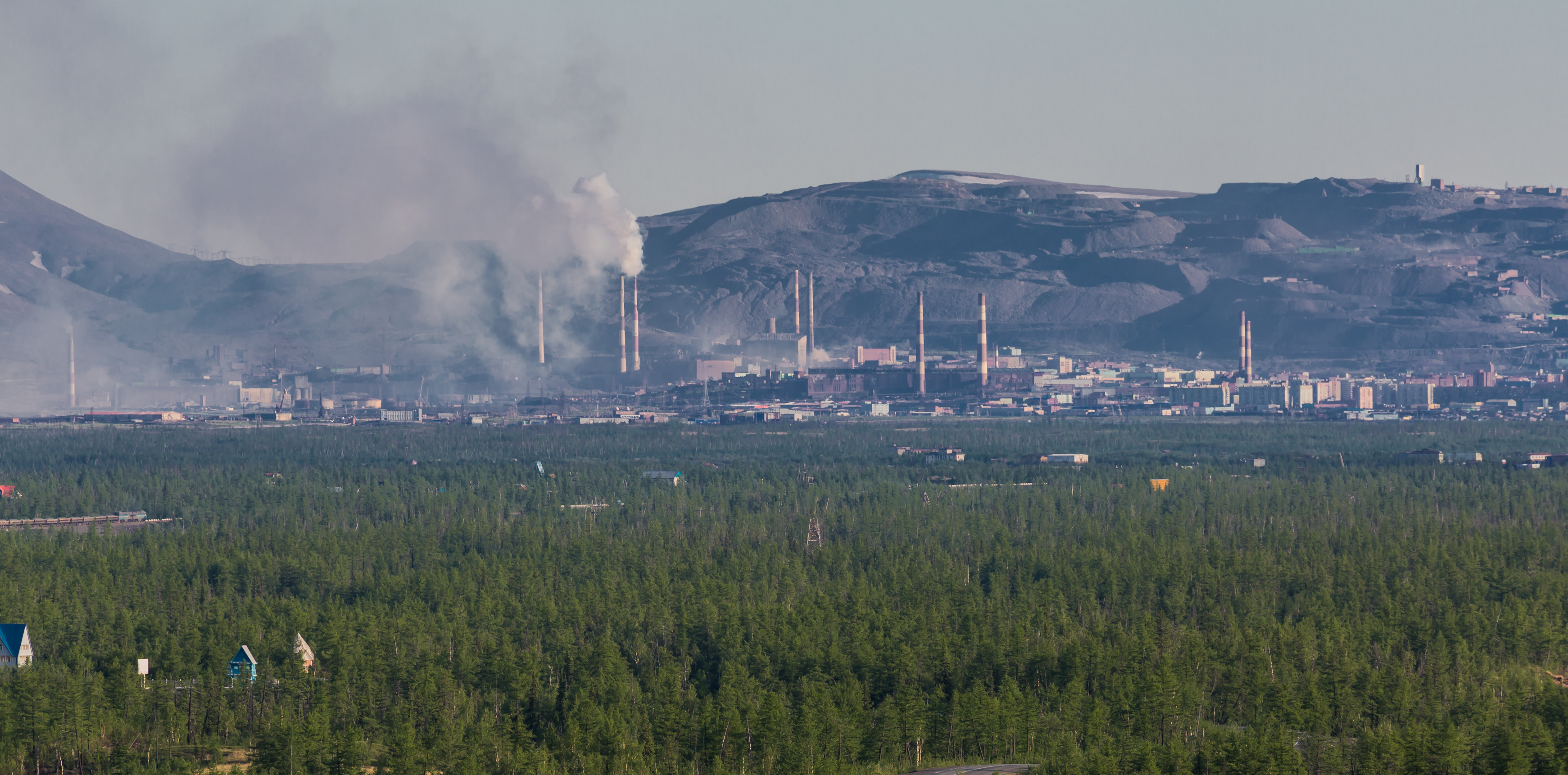
Norilsk von Talnach aus gesehen (2016)

Im Jahr 2004 wurden die zuvor selbstständigen und nahegelegenen Städte Talnach und Kajerkan nach Norilsk eingemeindet, wodurch die Stadt zwischenzeitlich über 200.000 Einwohner hatte. Außerdem wurde das etwa 160 km südlich am Chantaika-Stausee gelegene Sneschnogorsk in den Stadtkreis Norilsk eingegliedert.

## Geschichte

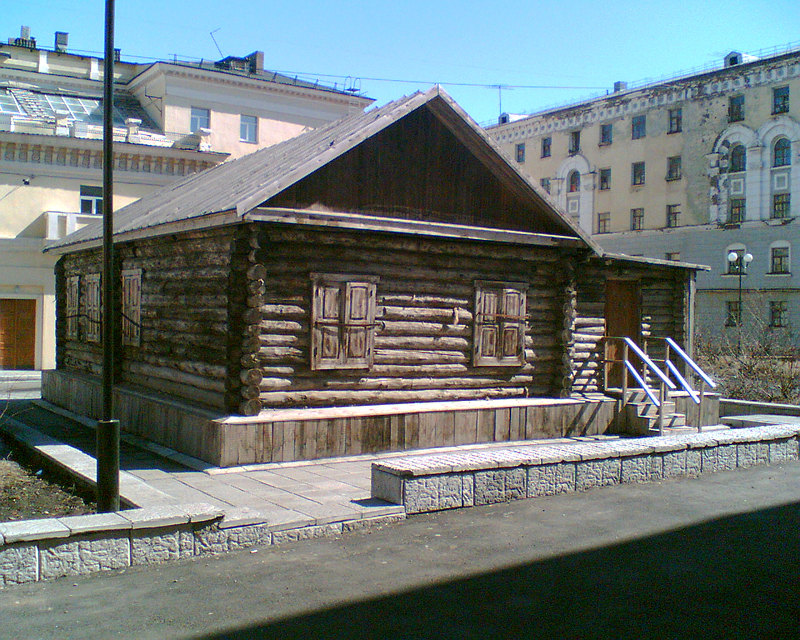
Ältestes Haus der Stadt, ein Blockhaus aus Rundholz (vermutlich aus den 1930er Jahren)

Die Region um Norilsk ist außerordentlich reich an natürlichen Ressourcen, insbesondere an Nickel-, Kupfer-, Cobalt- und Platinerzen sowie hochwertiger Steinkohle. Um diese Bodenschätze nutzbar zu machen, beschloss das Politbüro der Kommunistischen Partei der Sowjetunion im Jahr 1935, in Norilsk im Zuge der Industrialisierung der Sowjetunion einen Industriestandort zu gründen. Ein Nickelkombinat sollte die Erze vor Ort verhütten und teilweise auch raffinieren. 1939 wurde entschieden, in Norilsk eine komplette Stadt zu errichten. Der administrative Status einer Stadt wurde Norilsk 1953 verliehen.

### Arbeitslager

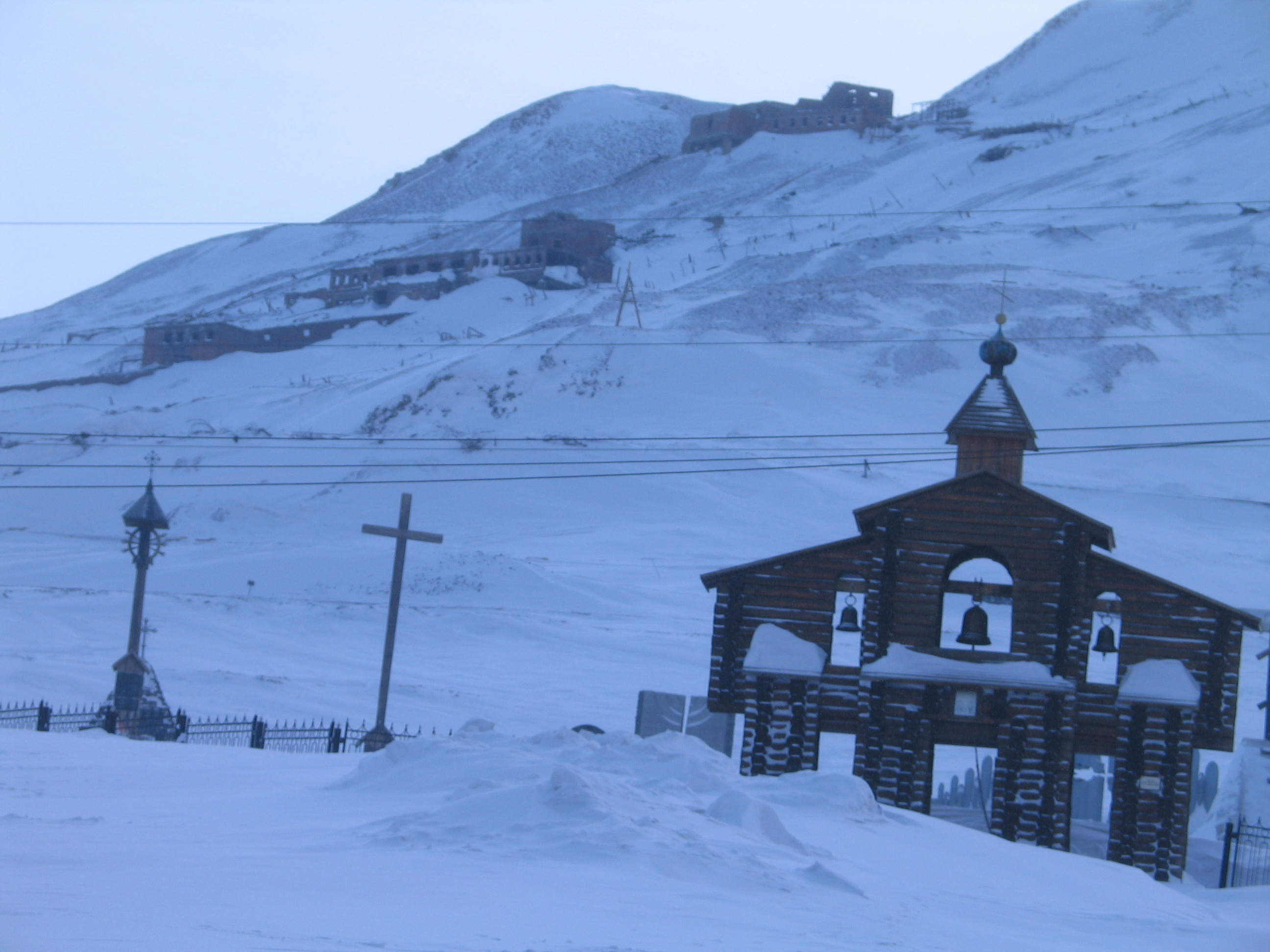
Ruine einer Golgatha-Kirche und gleichzeitig Denkmal für Gulag-Strafgefangene, die in Norilsk arbeiteten (2008)

In den ersten beiden Jahrzehnten wurden Norilsk und das dortige Nickelkombinat fast ausschließlich von Häftlingen des sowjetischen Straflagersystems Gulag gebaut und betrieben, die in dem von 1935 bis 1956 bestehenden Norilsker Besserungsarbeitslager (russische Kurzform: NorilLag) inhaftiert waren. Die Insassenzahl dieses Lagers stieg bis zu Stalins Tod 1953 stetig an und erreichte in den frühen 1950er Jahren etwa 70.000 bis 90.000 Personen. 270.000 Personen, darunter auch viele Kriegsgefangene, durchliefen insgesamt das Lager, 17.000 bis 18.000 starben in der Haftzeit.
Von 1948 bis 1954 existierte in Norilsk zudem das Sonderlager Nr. 2, auch bekannt als „Gorny lager“ / „GorLag“ (deutsch Berglager), in dem zusätzlich ca. 20.000 (fast ausschließlich „politische“) Häftlinge unter besonders strengen Haftbedingungen interniert waren. Im Sommer 1953, wenige Monate nach Stalins Tod, traten die Insassen dieses Lagers in einen mehrmonatigen Häftlingsaufstand. Unter anderem forderten sie eine Lockerung der Haftbedingungen, eine strafrechtliche Verfolgung von durch das Lagerpersonal verübten Verbrechen sowie eine generelle Überprüfung der Fälle aller für politische („konterrevolutionäre“) Vergehen verurteilten Gefangenen. Eine eigens aus Moskau angereiste Kommission stellte Zugeständnisse in vielen, jedoch nicht allen Punkten in Aussicht. In einigen der Lagerabteilungen nahmen die Häftlinge daraufhin die Arbeit wieder auf. Nachdem die Lageradministration jedoch damit begonnen hatte, die Organisatoren des Aufstands von den übrigen Häftlingen zu isolieren, traten viele dieser Häftlinge erneut in Ausstand. Die Lageradministration brach daraufhin den Widerstand, indem sie jede einzelne Lagerabteilung von Wachtruppen und Einheiten des Innenministeriums stürmen ließ, wobei Dutzende Gefangene zu Tode kamen. Viele der am Aufstand beteiligten Häftlinge wurden systematisch misshandelt, vereinzelt wird auch von Erschießungen berichtet. Über tausend am Aufstand beteiligte Häftlinge wurden in andere Gefangenenlager verlegt.
1956 wurden die Zwangsarbeitslager in der Region Norilsk offiziell geschlossen. Im Laufe der Zeit wurden in der Stadt mehrere Gedenkstätten errichtet, die an die Gulag-Vergangenheit von Norilsk erinnern. In den 1980er Jahren wurde die Gedenkstätte Norilsk Golgotha errichtet, in der die Massengräber der Häftlinge, die die Stadt gegründet haben, untergebracht sind. Polen und die (ehemals sowjetischen) baltischen Staaten haben Denkmäler für ihre Landsleute errichtet, die hier gestorben sind. Ikonenlampen brennen auch in einer orthodoxen Kapelle am Berghang.
Die Entdeckung der Kupfer-Nickel-Lagerstätte Oktjabrskoje, 40 km nordöstlich von Norilsk, im Jahr 1966 war ein Meilenstein für die weitere Entwicklung der Region. Zur gleichen Zeit wurde dort die Bergbausiedlung Talnach gegründet, welche inzwischen eingemeindet wurde. Für die Verarbeitung der Rohstoffe aus den neuen Lagerstätten wurde 15 km westlich von Norilsk ein neuer Komplex, das Nadeschda Hüttenwerk, gebaut. Die Arbeiten begannen 1971 und der Komplex wurde 1981 fertiggestellt.
Eine Reihe finnischer Unternehmen unterstützte den Bau und die Automatisierung der Kupfer- und Nickelhütte Nr. 2 von Norilsk (im Nadeschda-Komplex), was dazu führte, dass ab 1978 eine beträchtliche Anzahl finnischer Metallurgie- und Automatisierungsexperten mit ihren Familien nach Norilsk kam und für einige Jahre eine finnische Expat-Gemeinschaft von einigen Hundert Personen entstand. Der Nadeschda-Komplex vereint drei Fabriken, unter anderem für Schwefelkonzentrat und für Nickel-Kupfer-Verbindungen, und gilt als der größte metallurgische Komplex der Welt.
Heute ist Talnach der wichtigste Standort für Bergbau und Erzanreicherung in der Region.

### Bevölkerungsentwicklung
| Jahr | Einwohner |
| ---- | --------- |
| 1939 | 013.886   |
| 1959 | 109.442   |
| 1970 | 135.487   |
| 1979 | 180.358   |
| 1989 | 174.673   |
| 2002 | 134.832   |
| 2010 | 175.365   |

Anmerkung: Volkszählungsdaten
Die Lebenserwartung in Norilsk soll etwa zehn Jahre unter dem russischen Durchschnitt liegen.

## Wirtschaft

### Industrie und Umwelt

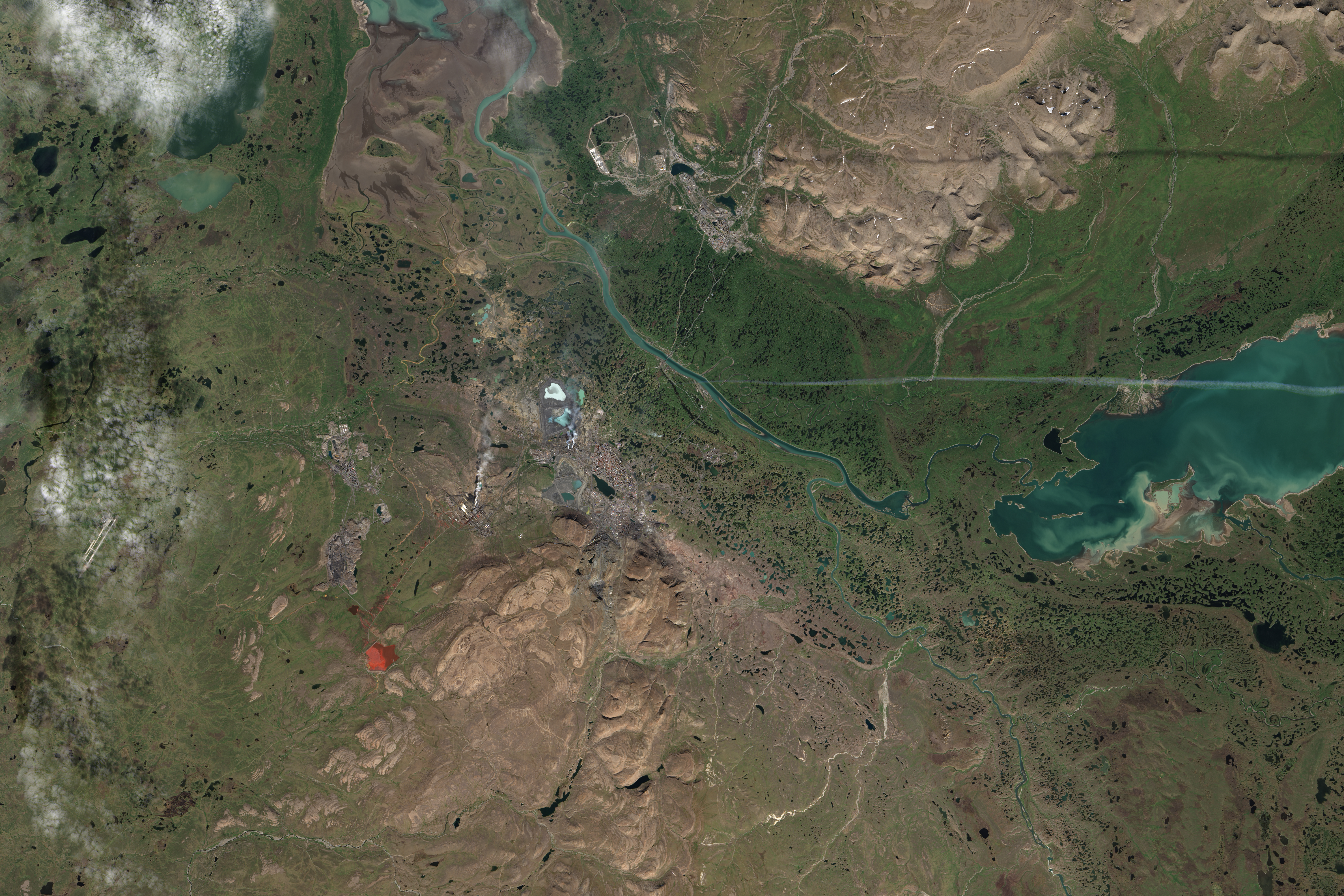
Region Norilsk (2016): östlich der Melkojesee, westlich der Flugplatz, südwestlich der Stadt das Metallwerk „Nadezhda“ (Abgasfahne), weiter südwestlich (rot) ein Abwasserbecken.

Norilsk ist durch die Nickelproduktion geprägt. 1920 wurde hier Nickelerz entdeckt und ab dem Zweiten Weltkrieg abgebaut. Die Untertage-Förderung begann 1950. Das sulfidische Erz liegt zwischen 500 und 1500 m tief. Manche Erze enthalten bis zu 32 % Kupfer. Das Erz wird nördlich der Stadt in Talnach abgebaut, angereichert und dann im Metallwerk „Nadezhda“ südwestlich der Stadt verhüttet und raffiniert. Seit 1993 bildet das vormalige Norilsker Nickelkombinat den Kernbestandteil des zur Interros-Gruppe zählenden Konzerns MMC Norilsk Nickel, heute Nornickel, eines der zehn größten und zugleich profitabelsten Unternehmen Russlands sowie Weltmarktführer in der Nickelproduktion. Das Unternehmen Nornickel beschäftigt etwa 80.000 Erwerbstätige der Region. Neben Nickel werden damit verbunden Kupfer und eine Reihe von Edelmetallen gewonnen. Die Vorräte reichen für weitere 50 Jahre bei derzeitiger Produktion.
Am Südostrand der Stadt befindet sich ein Zementwerk. Das Kupferwerk (Verhüttung und elektrolytische Raffination von Kupfer, Lieferant von 900.000 t/a Schwefel und Schwefelsäure) befindet sich am nordwestlichen Rand der Stadt.
Die Nickelhütte gilt als größter Einzelluftverschmutzer der Erde. Durch sauren Regen, der durch die Schwefeldioxid-Emissionen beim Rösten des Erzes entsteht, sind die umliegenden Wälder großflächig abgestorben. Hinzu kommen schwermetallhaltige Stäube sowie Abwässer der Raffination. Die Natur der Umgebung ist großflächig schwarz gefärbt. Im Jahr 2003 betrug der Gesamtausstoß an Luftschadstoffen in Norilsk über 2,02 Millionen Tonnen.
Im Oktober 2006 wurde die Stadt vom Blacksmith Institute zu einem der zehn „am schlimmsten belasteten Orte der Welt“ erklärt. Auch 2007 und 2013 erhielt der Ort diese „Auszeichnung“. Nochmals bestätigt wurde diese Angabe durch einen Bericht des russischen Statistikamtes Rosstat im Juni 2011, laut welchem Norilsk der am meisten verschmutzte Ort Russlands ist.
Am 5. September 2016 färbte sich der Fluss Daldykan abschnittsweise rot. Norilsk Nickel erklärte später, dass ein defekter Filtrationsdamm die Ursache gewesen sei, bestritt aber, dass es zu größeren Umweltschäden gekommen sei. Russische Umweltaktivisten von Greenpeace kritisierten, dass die Angaben von Norilsk Nickel praktisch nicht zu überprüfen seien, da das Unternehmen den Zugang zur ganzen Taimyrhalbinsel kontrolliere und damit unabhängige Untersuchungen verhindere.
Ende Mai 2020 kam es durch das Auslaufen von etwa 17.500 Tonnen Dieselkraftstoff des Wärmekraftwerkes HPP-3 von NTEK ca. 10 km westlich von Norilsk in die Flüsse Ambarnaja und Daldykan zu schweren Umweltschäden. Nornickel sah die Ursache des Unglücks in Stützen, die einen Tank 30 Jahre lang im Permafrostboden verankert hatten und nun überraschend eingesunken waren, da der Permafrostboden tauen würde. Umweltaktivisten und Sicherheitsexperten vermuteten jedoch die schlechte Instandhaltung des Tanks, der Berichten zufolge 14 Jahre lang nicht ausgetauscht wurde und verrostete als Ursache. Nach Angaben des russischen Katastrophenschutzministeriums hatten die örtlichen Verantwortlichen zwei Tage lang versucht, das austretende Öl zu stoppen, bevor sie das Ministerium informierten. Der zuständige Regionsgouverneur berichtete, dass er über die sozialen Medien von dem Unglück erfahren habe. Das ausgetretene Öl bildete bis zum 4. Juni 2020 einen etwa 12 Kilometer langen Film auf dem Fluss Ambarnaja und färbte diesen teilweise karminrot.
Mit schwimmenden Dämmen wurde die aufschwimmende Dieselphase eingegrenzt. Die russische Sektion von Greenpeace bezeichnete den Vorfall als „größte Umweltkatastrophe Russlands“.
Beim Einsturz einer Produktionshalle von Norilsk Nickel zur Aufbereitung von Nickel kamen am 20. Februar 2021 mindestens drei Menschen ums Leben.

### Infrastruktur
Aufgrund der äußerst abgeschiedenen Lage ist Norilsk nicht an das Russische Straßen- und Eisenbahnnetz angeschlossen und deshalb nur mit dem Flugzeug oder über den Fluss Jenissei bzw. durch das Nordpolarmeer bis Dudinka mit dem Schiff zu erreichen. Letztere Route wird mit Eisbrechern freigehalten.
Der Flughafen Norilsk-Alykel, der auch aus militärischen Gründen errichtet wurde, liegt 34 km (44 Straßenkilometer) westlich der Stadt. Er ist – ebenso wie Dudinka – dank Schneeräumungsarbeiten im Winter ganzjährig von der Stadt aus erreichbar und die wichtigste Verbindung zum Rest des Landes.
An das russische Eisenbahnnetz ist Norilsk nicht angebunden, da eine unter Stalin begonnene Strecke, die Polarkreiseisenbahn, nie fertiggestellt wurde. Die Stadt ist jedoch durch eine etwa 120 km lange Eisenbahnstrecke mit dem Binnen- und Hochsee-Hafen von Dudinka verbunden. Von dort werden die in Norilsk gewonnenen Erze und Metalle das ganze Jahr (außer in der Regel im Juni, wegen Überschwemmung nach der Eisschmelze) über den Jenissei und den nördlichen Seeweg verschifft. Die Bahnstrecke war anfangs eine Schmalspurbahn, die später durch eine Breitspurstrecke ersetzt wurde. Bis in die 1990er Jahre fand auch Personenverkehr statt. Obwohl die Eisenbahnstrecke vielfach als nördlichste der Welt bezeichnet wurde (nördlichster Punkt nahe dem Streckenende in Talnach), reichen sowohl die an die Murmanbahn und damit ans europäische Netz angeschlossene Strecke nach Petschenga (etwa 100 km nordwestlich von Murmansk) als auch die kurze isolierte Bahnstrecke Kirkenes–Bjørnevatn (Norwegen) noch etwas weiter nach Norden. Seit 2010 ist jedoch die neu eröffnete Bahnstrecke Obskaja–Karskaja klar die nördlichste in Betrieb befindliche Eisenbahnstrecke der Welt.
Am Ort befindet sich eine Monitoring-Station des SDCM-Systems, das GLONASS und GPS verbessert.

## Kultur und Sehenswürdigkeiten

Sehenswürdigkeiten
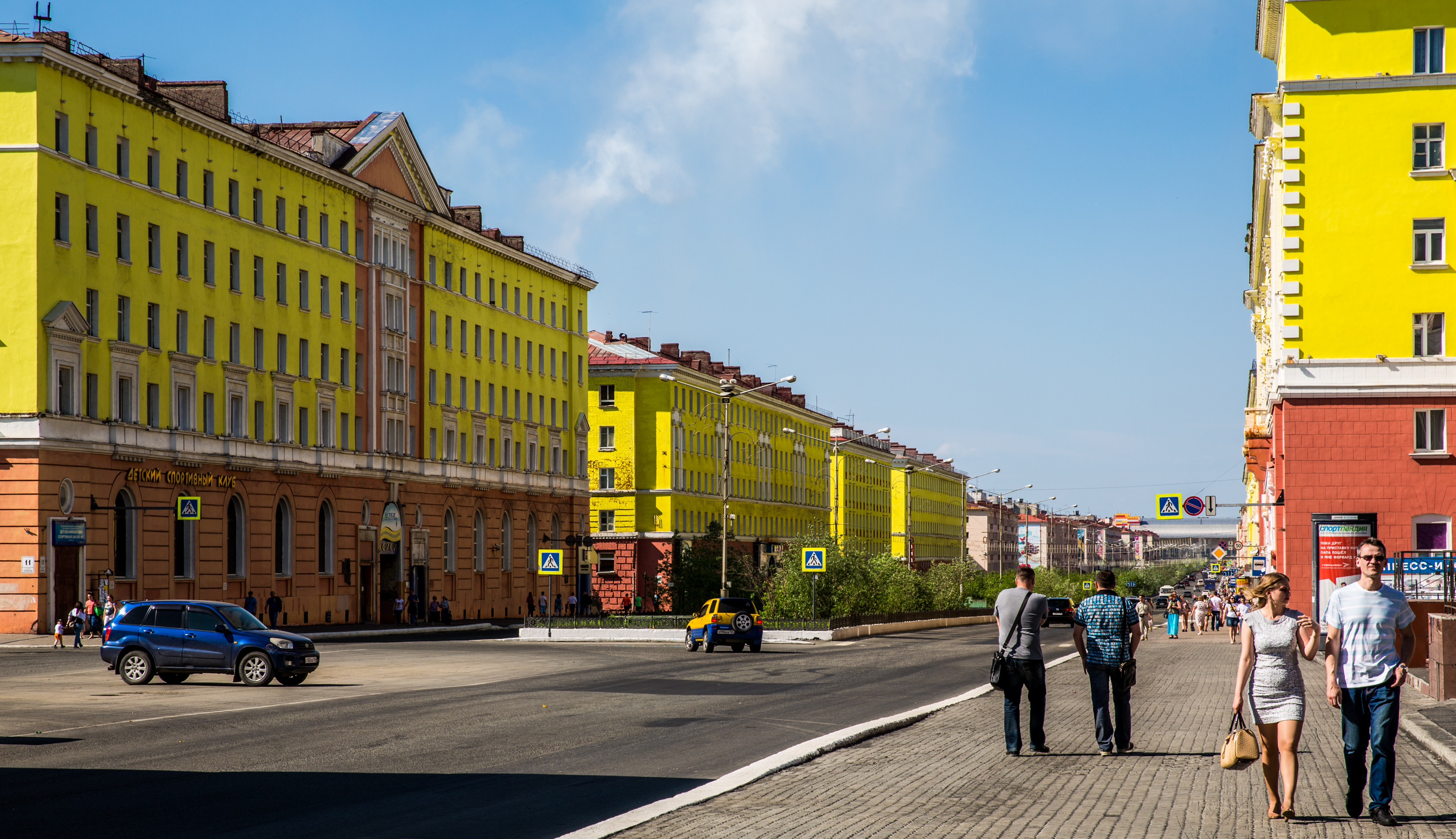
Hauptstraße Lenin-Prospekt, Entwicklungskomplex der Innenstadt von Norilsk (2016)
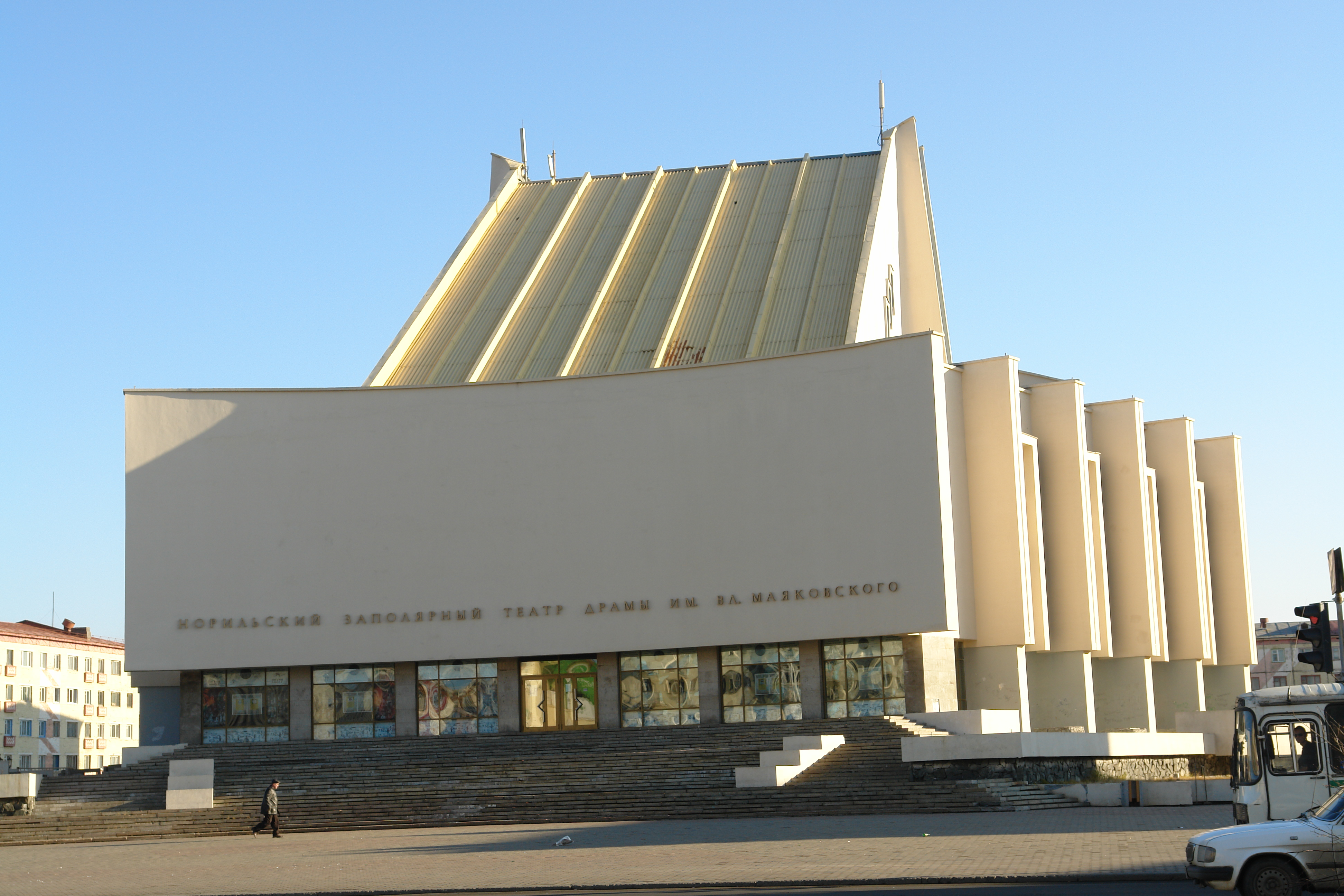
Das Norilsker Theater (2007)
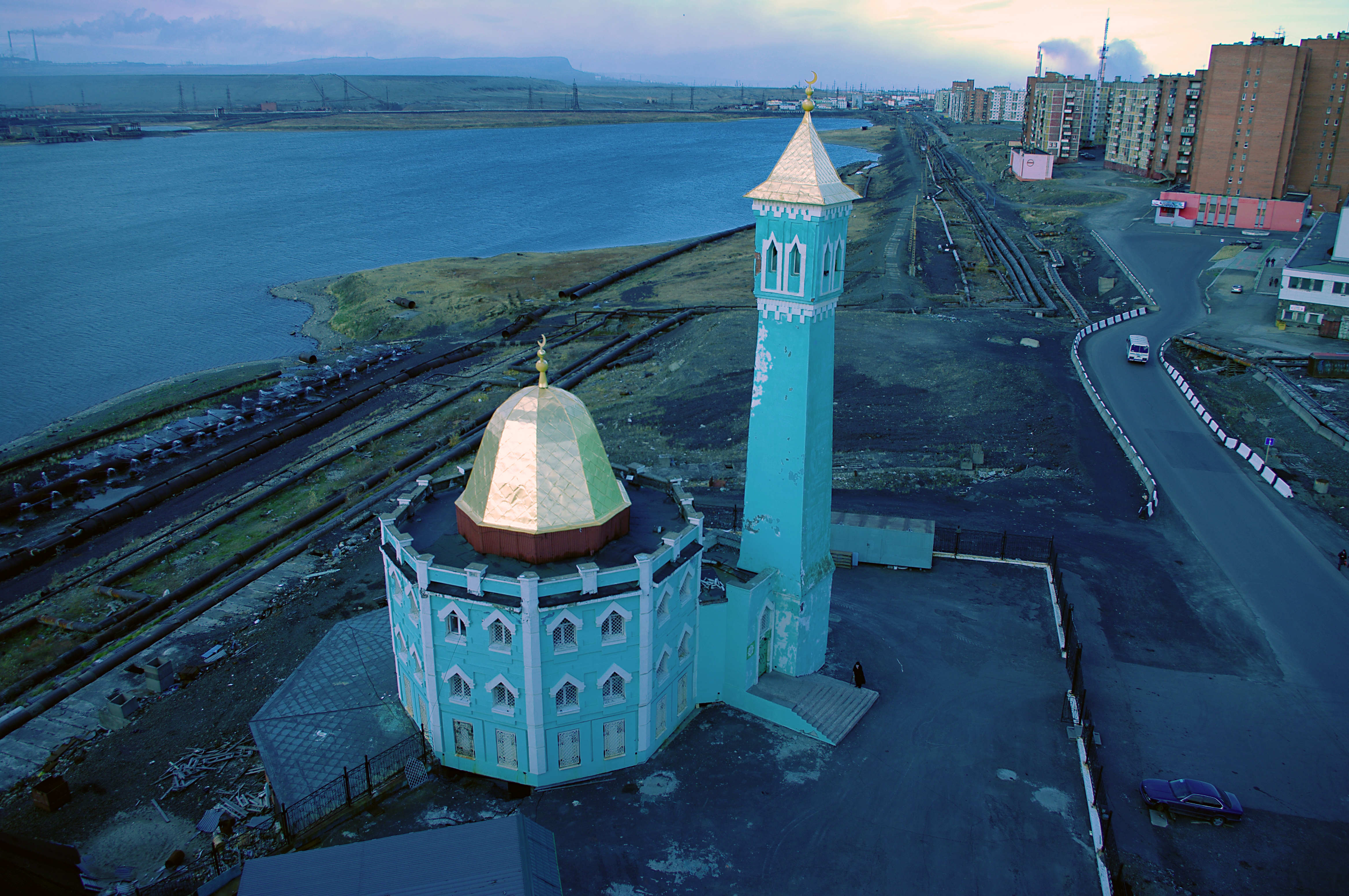
Die Nurd-Kamal in Norilsk ist die am nördlichsten gelegene Moschee der Welt.

### Bildungseinrichtungen
- Filiale des Moskauer Instituts für Unternehmertum und Recht
- Kolleg für Management und Recht
- Norilsker Industrielles Institut
- Norilsker Ökonomisches Institut

## Einreisebeschränkungen
Seit November 2001 ist Ausländern (ausgenommen sind Staatsbürger von Belarus) eine Einreise in die Stadt nur noch gestattet, wenn Genehmigungen der Stadtverwaltung und des Nickelwerks vorliegen. Fluggesellschaften und Reedereien sind angewiesen, Ausländern ohne derartige Genehmigungen keine Flugtickets und Fahrscheine zu verkaufen. Den Status als geschlossene Stadt erhielt Norilsk durch die russische Regierung auf Antrag der lokalen Behörden und des größten Arbeitgebers MMC Norilsk Nickel. Laut der Pressesprecherin des Unternehmens sollten dadurch angeblich Migrationsprobleme unterbunden werden.

## Städtepartnerschaften
- Minussinsk, Russland

## Söhne und Töchter der Stadt
- Boris Michailowitsch Pawlow (1933–1994), Wildbiologe und Ornithologe[25]
- Leonid Iljitschow (* 1948), Schwimmer[26]
- Wladimir Bure (1950–2024), Schwimmer und Olympiamedaillengewinner
- Oleksandr Hlotow (* 1953), ukrainischer Literaturwissenschaftler und Journalist
- Ljudmila Tschernowa (* 1955), Sprinterin
- Jurij Prodan (* 1959), ukrainischer Politiker[27]
- Natalja Jurtschenko (* 1965), Kunstturnerin[28]
- Oleg Orechowski (* 1977), Eishockeyspieler
- Dmitri Torbinski (* 1984), Fußballspieler
- Nadeschda Tolokonnikowa (* 1989), Performancekünstlerin und politische Aktivistin
- Anna Schtscherbinina (* 1991), Biathletin und Skilangläuferin
- Anastassija Porschnewa (* 1994), Biathletin
- Wladislaw Karapusow (* 2000), Fußballspieler